# El gusto
El gusto es un documental franco-irlandés-argelino realizado y producido por Safinez Bousbia, se estrenó el 11 de enero de 2012 en Francia.

## Sinopsis
El Gusto es la historia de un grupo de músicos judíos y musulmanes, separados por la historia hace 50 años, y se reunieron en el escenario para compartir su pasión en común: la música chaabi.

## Ficha técnica
- Título original:  El gusto .
- Realización: Safinez Bousbia
- Producción: Safinez Bousbia, Heidi Egger
- Productoras: Fortissimo Films, Irish Film Board, Quidam Production
- País de origen:  Argelia,  Francia,  Irlanda
- Idioma: francés, árabe
- Empresa de distribución: UGC PH Distribution
- Formato: DCP
- Género: Documental, Película histórica
- Duración: 88 minutos.
- Presupuesto de producción: 2 419 437  €
- Fechas de estreno:
  -  Corea del Sur: 8  de octubre de  2011 Festival Internacional de Cine de Busan
  -  Francia: 11  de enero de  2012
  -  Bélgica: 3  de octubre de  2012

## Concerts
2014
- 27 de noviembre : Opéra de Monte Carlo, Mónaco (Francia)
- 23 de octubre : Womex, Saint-Jacques-de-Compostelle (España)

2013
- 27 de noviembre: La Halle aux grains, Toulouse (Francia)
- 19 de octubre: La Coursive, La Rochelle (Francia)
- 17 de octubre: Festival des Libertés, Bruxelles (Bélgica)
- 11 de agosto: Green Music Center, Sonoma (Estados Unidos)
- 10 de agosto: Grand Performance, Los Ángeles (Estados Unidos)
- 6 de agosto: Kennedy Center, Washington D.C (Estados Unidos)
- 3 de agosto: Lincoln Center, New York (Estados Unidos)
- 15 de junio: Festival des Chants Sacrés, Fès (Marruecos)
- 15 de junio: UNESCO, París (Francia)
- 3 de junio: The Barbican, Londres (Reino Unido)
- 2 de junio: The Carré Theater, Ámsterdam (Holanda)
- 31 de mayo: Mawazine, Rabat (Marruecos)

2012
- 30 de octubre: World Music Festival, Oslo (Noruega)
- 27 de octubre: Le Colisée, Roubaix (Francia)
- 24-25 de octubre : MC2, Grenoble (Francia)
- 21 de octubre: La Paloma, Nîmes (Francia)
- 20 de octubre: Les Docks du Sud, Marseille (Francia)
- 18 de octubre: Le Mals, Sochaux (Francia)
- 30 de septiembre: Musée du Judaïsme, París (Francia)
- 9 de agosto: Les Nuits du Sud, Vence (Francia)
- 7 de agosto: Théâtre de la Mer, Sète (Francia)
- 5 de agosto: Festival du Bout du Monde, Crozon (Francia)
- 4 de agosto: Festival Esperanzah, Namur (Bélgica)
- 13 de julio: Les Suds à Arles, Arles (Francia)
- 11 de julio: Scènes d’été, Genève (Suiza)
- 6 de julio: Les Hauts de Garonne, Bordeaux (Francia)
- 12 de enero: Palais des Beaux-Arts, Bruselas (Bélgica)
- 9-10 de enero: Le Grand Rex, París (Francia)

2007-2010
- Palais des Beaux-Arts, Bruselas (Bélgica)
- L’Alhambra, París (Francia)
- Andalousies Atlantiques, Essaouira (Marruecos)
- Les Nuits de Fourvière, Lyon (Francia)
- The Opening of the Jazz Fest, Berlín (Alemania)
- The Barbican, Londres (Reino Unido)
- Théâtre du Gymnase, Marsella (Francia)
- Palais Omnisports de Bercy, París (Francia)